# Alfredo Rizzotti
Alfredo Rullo Rizzotti (Serrana, 15 de agosto de 1909 — São Paulo, 12 de mayo de 1972) fue un pintor, dibujante y decorador brasileño.
Antes de dedicarse al arte fue tornero mecánico, mecánico de autos y fresador. Vivió en Turín, Italia, desde el 1924 al 1935, donde cursó la Academia Albertina de Belas Artes de Turín.
A partir de 1937 pasó a integrar el Grupo Santa Helena, junto con: Aldo Bonadei, Francisco Rebolo, Mário Zanini, Humberto Rosa, Fulvio Penacchi, Clóvis Graciano, Manuel Martins y Alfredo Volpi, todos artistas de origen proletario que practicaban pintura, dibujo y modelo vivo, en sus horas libres.
De 1946 a 1961 pintó muy poco debido a una intoxicación por pintura.